# Đài Tiền
Đài Tiền (chữ Hán giản thể:台前县, âm Hán Việt: Đài Tiền huyện) là một huyện của địa cấp thị Bộc Dương, tỉnh Hà Nam Cộng hòa Nhân dân Trung Hoa. huyện Đài Tiền có diện tích 454 km², dân số 350.000 người. Huyện này có mã số bưu chính 457600, huyện lỵ đóng tại trấn Thành Quan. Về mặt hành chính, huyện Đài Tiền được chia thành 2 trấn, 7 hương.
- Trấn: Thành Quan và Hầu Miếu.
- Hương: Hậu Phương, Mã Lâu, Tôn Khẩu, Đả Ngư Trần, Thanh Thủy Hà, Giáp Hà và Ngô Bá.